# Petru Pavel Aron
Petru Pavel Aron, magyaros írásmóddal Aáron Péter Pál (Bisztra, 1709 – Nagybánya, 1764. március 9.) görögkatolikus püspök, egyházi író.

## Élete
A bisztrai előnevet viselő fogarasi görögkatolikus püspök a román Aaron családból származott. Tanulmányait Fogarason kezdte és a görög nem egyesült hitvallásban nevelkedett.
Erdélyben ebben az időben, a 18. század elején folyt a görögkeleti egyház Rómával egyesítésének munkája, így Aaron Olaszországba ment további tanulmányokra, és Rómában a hitterjesztők kollégiumában folytatta pályáját.
Az erdélyi románoknak ebben az időben Gyulafehérvárott ortodox érsekük volt. Miután Kollonich Lipót esztergomi érsek közreműködésével az erdélyi románok Theophil gyulafehérvári érsek példáját követve, a görögkatolikus egyházba tértek át, Gyulafehérvárott két katolikus püspök is székelt (a római katolikus és a görögkatolikus), ezért a görögkatolikusok számára megalakították a fogarasi püspökséget. Teophil után, báró Klein Imre, majd 1754-ben Aaron lett a fogarasi püspök.

## Munkái
- Epistola consolatoria Balázsfalvae, 1761 (előbb román nyelven jelent meg)
- Exordium et definitio sanctae oecumenicae synodi Florentinae exantiqua graecolatina editione desumpta 1762 (hely nélkül)
- A keresztény vallás főbb tételeiről is írt egy munkát román nyelven, melyet 1766-ban nyomatott ki.